# Тодд Ла Торре
Тодд Ла Торре (англ. Todd La Torre; род. 19 февраля 1974) — американский певец и барабанщик. Является нынешним вокалистом группы Queensrÿche, а также бывшим вокалистом групп Rising West и Crimson Glory. Родился в Сент-Питерсберге, а также в раннем возрасте учился играть на барабанах.

## Голос
Певческий голос Ла Торре сравнивается с голосом Джеффа Тейта в 80-х и ранних 90-х. Комментируя свою позицию в Queensrÿche Ла Торре сказал: «Я всегда стараюсь уважать то, что создал Джефф Тейт. Он был огромным вдохновением, и я постараюсь представить Queensrÿche лучшими, но я также вложил немного своего аромата, который более острый. И, вы знаете, я стараюсь в то же время сохранять подлинность. Я также считаю Тейта легендарным художником, который показывает своеобразный звук, который вдохновляет меня.» Ла Торре ставит в пример  Роба Хэлфорда, Ронни Джеймса Дио, Джеффа Тейта, Брюса Дикинсона и Джеффа Скотта Сото, как лучших тенор-вокалистов, а также он любит гроулить в духе Чака Билли и Фила Анселмо.

## Дискография

### В составе Queensrÿche
- Queensrÿche (2013)
- Condition Hüman (2015)
- Digital Noise Alliance (2022)

### Сотрудничество с другими артистами
- Глен Дровер: «Discordia» (2014)